# Столичный сувенир
Столи́чный сувени́р — российский 3D мультфильм в жанре «лирическая 3D анимационная музыкальная комедия». Проект характеризуется мелодичным саундтреком, актёрским составом озвучивания и сходством 3D анимационных моделей с озвучившими их народными и заслуженными артистами России.

## Сюжет
Действие фильма происходят в наши дни в России. Главный герой Александр, москвич, отслужив морским пехотинцем в армии на Дальнем Востоке (совершив перед «дембелем» героический поступок при спасении рыбаков в море), возвращается домой в Москву через всю страну. На военном самолёте он прилетел в Ростов-на-Дону, где встретился со своим крёстным. Крёстный озабочен неудачно складывающейся личной жизнью племянника и знакомит его с симпатичной девушкой-фотомоделью, подругой секретарши директора завода, на котором работает. Он вручает герою сверток с «сувениром» для передачи отцу (старинному другу крестного) и покупает билет на поезд в Москву в купе, в котором едет девушка. Сам крестный провожает героя и для подстраховки сам садится на поезд.
Тем временем в поезде за героем начинают «охотиться» два афериста, приняв его за «кассира», везущего в свертке «чёрный нал». За героем начинает слежку и переодетый в гражданское милиционер-оперативник, решив, что тот везёт наркотики. Все садятся в поезд в один вагон. В купе с героем попадает милиционер, администратор цирка, который везёт в хвосте поезда клетку с молодым жирафом и героиня. Она едет вместе с четырьмя своими подругами (в соседнем купе) на фотосъёмку в Москву. В поезде также едет торговец-кавказец, колоритная проводница, иностранец, мама с ребёнком и несколько музыкантов (едут на вручение премии). Во время поездки происходят различные приключения (вырывается на свободу жираф, расползаются по вагону живые раки из разбитого аквариума, торговец продает фотомоделям сапоги, все на левую ногу…) и, конечно, происходит постоянное общение (байки, споры, обучение молодых моделей их старшей подругой…). Между героем и героиней завязываются романтические отношения.

## Роли озвучивали
| Актёр                 | Роль                           |
| --------------------- | ------------------------------ |
| Александр Лазарев     | Александр                      |
| Инна Гомес            | Инна                           |
| Александр Пожаров     | Дядя Шура                      |
| Виктор Авилов         | Директор завода                |
| Вячеслав Гришечкин    | Брат-аферист 1                 |
| Александр Наумов      | Брат-аферист 2                 |
| Сергей Степанченко    | Саныч                          |
| Юрий Гальцев          | Мари Веран                     |
| Нонна Гришаева        | Нонна                          |
| Амалия Гольданская    | Ляля                           |
| Мария Голубкина       | Маша                           |
| Ирина Безрукова       | Ира                            |
| Константин Шустарев   | Коха                           |
| Валерий Афанасьев     | Полковник                      |
| Александр Лыков       | Толя                           |
| Мария Аронова         | Проводница                     |
| Александр Лазарев     | Отец Александра                |
| Сергей Чонишвили      | Торговец                       |
| Роман Трахтенберг     | Продюсер Рома                  |
| Светлана Немоляева    | Мать Александра                |
| Евгений Воскресенский | Отец Пашки                     |
| Владимир Виноградов   | Помощник Саныча                |
| Григорий Фирсов       | Лейтенант и друг Женя          |
| Дмитрий Тетцлаф       | Музыкант Дима                  |
| Вера Полякова         | Певица Вера                    |
| Татьяна Темникова     | Солистка «Столичного Сувенира» |
| Джама                 | Девушка Александра             |
| Данила Брежестовский  | Пашка                          |
| Ольга Хохлова         | Мать Пашки                     |
| Юлия Елисеева         | Секретарь директора завода     |
| Сергей Белякович      | Бандит 1                       |
| Владимир Коппалов     | Бандит 2                       |
| Андрей Гончаров       | Бандит 3                       |
| Игорь Ильин           | Летчик                         |

## Создание
- Это первый полнометражный российский проект, созданный с помощью 3D анимации[1].
- Фильм был создан при совместной работе России и Украины на студии «Золотой треугольник»[2]. Изначально фильм планировался как сериал из четырёх частей, каждая длительностью в 1 час. По итогу была выпущена только первая часть на видео и DVD. В качестве бонус-трека к первой части авторами предлагается история создания музыки для кинофильма.
- Производство фильма началось в 1999 году, а закончено было в 2004[3].
- Работа над саундтрэком длилась полтора года. Для фильма записаны 19 композиций, 7 из которых прозвучат в первой части фильма. На запись каждой фонограммы для саундтрэка студией было выделено от 5 до 10 тысяч долларов, это весьма высокобюджетный саундтрэк по российским меркам[4].

## Музыка
В фильме прозвучали музыкальные произведения следующих исполнителей:

| Группа «Пушкинг» - «Нет, нет, нет» - «Разочарование» - «Ноор» - «Башмаки» - «Брат» - «Башка» - «Силуэт» Группа «Опасный синдром» - «Адреналин» - «Солдат» - «Судьбы» Группа «В. Е.Р.А» - «Дождь» - «Я тебя вспоминаю» | Группа «Столичный сувенир» - «Горячая любовь» - «Я без тебя» - «Слева-слова» Группа «Offroad» - «What am I supposed to do» - «Nobody loves you more than I do» «Джама» - «Зима» - «Улетаю» |